# James Leslie Starkey
Pour les articles homonymes, voir Starkey.
James Leslie Starkey, né le 3 janvier 1895 à Londres et mort le 10 janvier 1938 à Bayt Jibrin (Palestine mandataire), est un célèbre archéologue britannique du Proche-Orient et de la région de Palestine dans la période qui précède la Seconde Guerre mondiale. 

## Biographie
James Leslie Starkey a commencé comme employé d'un antiquaire. Il s'est passionné pour l'archéologie, au point de suivre des cours du soir après la première guerre mondiale. 
En 1923 il se consacre à l'archéologie, avec Petrie et Brunton à Qau en Haute-Égypte pour la British School of Archaeology in Egypt (BSAE). Il découvre entre autres un des plus anciens papyrus de l'Évangile selon Jean, composé de 43 pages de texte. En 1924 il dirige l'expédition de l'Université du Michigan à Kom Washim dans le Fayum.
Il épouse Marjorie (Madge) Rice en 1925, et elle l'accompagnera dans la plupart de ses expéditions, ainsi que leurs trois enfants, John, Mary et Jane.
En 1926, Starkey suit la BSAE en Palestine et rejoint Petrie  à Tell Jemmeh, Tell el Far‘ah (sud), et Tell el-‘Ajjul.
C'est lui qui dirige la première campagne de fouilles du site de Lakish (Tell ed-Duweir) en 1932. Il découvre les ostraca de Lakish, des lettres écrites sur des tessons de terre cuite, en ancien alphabet hébreu, à l'époque de la conquête de Jérusalem par les armées babyloniennes de Nabuchodonosor.
Le 10 janvier 1938 il est assassiné à Bayt Jibrin près d'Hébron par un groupe de militants arabes, alors qu'il se rendait à l'inauguration du nouveau Musée archéologique de Palestine (Palestine Archaeological Museum) à Jérusalem. Il est enterré au cimetière protestant de Jérusalem, près du Mont Sion.